# La scrittrice del mistero
La scrittrice del mistero è un romanzo di Alice Basso pubblicato da Garzanti il 26 aprile 2018.
È il quarto libro della serie dedicata al personaggio di Vani Sarca. Il romanzo è uscito anche in versione audiolibro

## Trama
Vani si è appena fidanzata con il Commissario Berganza e si appresta finalmente a cenare per la prima volta da sola con lui, in un ristorantino davvero speciale: è un ristorante qualunque, niente cose sciccose, proprio come nello stile dei due fidanzati. 
Senonché, mentre sono al ristorante, si accorge che ha ricevuto ben quattro chiamate dal suo ex fidanzato, Riccardo Randi e la quinta è in corso. Sul subito pensa ad uno scherzo per rovinarle la serata, senonché, rispondendo al sesto tentativo, scopre che Randi non vuole parlare con lei, ma con il Commissario Berganza.
Randi ha ricevuto la terza minaccia di morte: prima un coniglio morto, poi un biglietto insanguinato infine una penna macchiata di sangue. 
Mentre Vani e Romeo sono alla ricerca dello stalker che continua ad inviare messaggi di morte a Randi, vagliando le possibilità tra tutti quelli che potrebbero avercela con lo scrittore come ex fidanzate e scrittori ai quali Randi brutalmente rifiutato la lettura del manoscritto, Vani deve anche gestire la separazione della sorella dal marito. 
Intanto un tipo losco è fermo sul marciapiede ed osserva fisso la finestra dello scrittore.
Randi viene avvelenato ma si salva. 
Mentre le indagini proseguono serrate, i sospetti si rivolgono ad un ex collega professore universitario a cui Riccardo ha rubato il posto.
Alla fine un errore involontario di Petrini spalanca le porte alla soluzione del caso.

## Personaggi
- Silvana Cassandra Sarca detta Vani: sarcastica, asociale, empatica, malmostosa, colta, sembra dura ma in realtà, come le dice il Commissario Berganza nel romanzo, «Sarca, lei è una persona buona.». Ghostwriter per professione, ha la caratteristica di sapersi immedesimare nella testa degli altri a grazie alla sua empatia e acuto intuito

- Enrico Fuschi: editore di Vani Sarca e direttore della casa editrice "Edizioni l'Erica"
- Romeo Berganza: Commissario di Polizia ed attuale fidanzato di Vani Sarca
- Riccardo Randi: autore a cui Vani scrive (o meglio compone su base di appunti di Randi) il bestseller “Più dritta di una corda di Chitarra” ed ex fidanzato di Vani, ora minacciato di morte.
- Henry Dark, compagno di scuola di Enrico Fuschi, famoso scrittore di gialli al quale Vani deve scrivere un libro.
- Lara Sarca: sorella di Vani. Ha due figli: William e Walter
- Michele: ex marito di Lara
- “Madre” Sarca: la mamma di Vani e Lara Sarca
- Petrini: agente di Polizia
- Macchio: agente di Polizia
- Pezzoli: agente di Polizia
- Rovato: agente di Polizia
- Vitaliano Betti: agente di Polizia non particolarmente arguto
- Morgana Cossato: 15enne che abita al piano superiore nel condominio di Vani
- Laura: amica 15enne di Morgana
- Emilia Cossato: madre di Morgana
- Ivano: nipote 14enne di Berganza
- Franco Furlani: professore universitario collega di Randi a cui lo scrittore ha “rubato” la promozione
- Sonia Sciacca: ex fidanzata di Riccardo Randi e segretaria della casa editrice a cui Fuschi ha “soffiato” Henry Dark
- Maria "occhialetti rossi", receptionist della casa editrice
- Dario Agliano: addetto alle pulizie di una casa editrice concorrente
- Marco Carro: altro sospettato

## Edizioni
- Alice Basso, La scrittrice del mistero, Garzanti, 2018,  p. 320, ISBN 978-88-11-60498-3.